# Ribat de Monastir
El ribat o rábida de Monastir (en árabe: رباط المنستير‎) es una fortaleza tunecina situada a orillas del mar Mediterráneo, en la ciudad de Monastir. Considerado el ribat más antiguo e importante del Magreb, es un monumento emblemático de Monastir. 

## Historia
Construido en 796 por el general abasí y gobernador de Ifriquía, Harthimâ Ibn A'yûn, fue ampliado en el lado norte bajo el reinado de los aglabíes 
(siglo IX) y más tarde en el lado sur bajo el reinado de la dinastía fatimí, hacia 966. Posteriormente, unas obras realizadas hacia 1424, durante la época hafsí, aumentaron notablemente su superficie hasta alcanzar 4200 m2. Durante los siglo XVII y XVIII se añadieron al edificio numerosos contrafuertes, así como torres y baluartes poligonales y circulares para alojar piezas de artillería.  El viajero, geógrafo y cronista árabe Ibn Hawqal sostuvo en el siglo X que el edificio era el ribat más grande de Ifriquía. 
Durante el siglo XI, el geógrafo e historiador andaluz Al-Bakri dejó la siguiente descripción sobre el ribat de Monastir:

C'est une forteresse très élevée et solidement bâtie. Au premier étage, au-dessus du sol, se trouve une mosquée où se tient continuellement un cheikh, rempli de vertu et de mérite, sur lequel repose la direction de la communauté.

 La ciudad de Monastir fue sacudida por dos terremotos, primero de 4 grados y luego de 3,6 grados en la escala de Richter, los días 18 y 19 de octubre de 2013. Las secciones superiores del muro circundante sufrieron daños. 

## Edificio
El complejo que hoy podemos admirar es el resultado de una larga evolución donde se han sucedido ampliaciones y transformaciones. El núcleo original del edificio tenía originalmente una planta regular con fachadas macizas acompañadas en las esquinas por torres cilíndricas, incluida una torre de vigilancia situada al sureste. El patio está bordeado de galerías a las que se abren varias habitaciones.

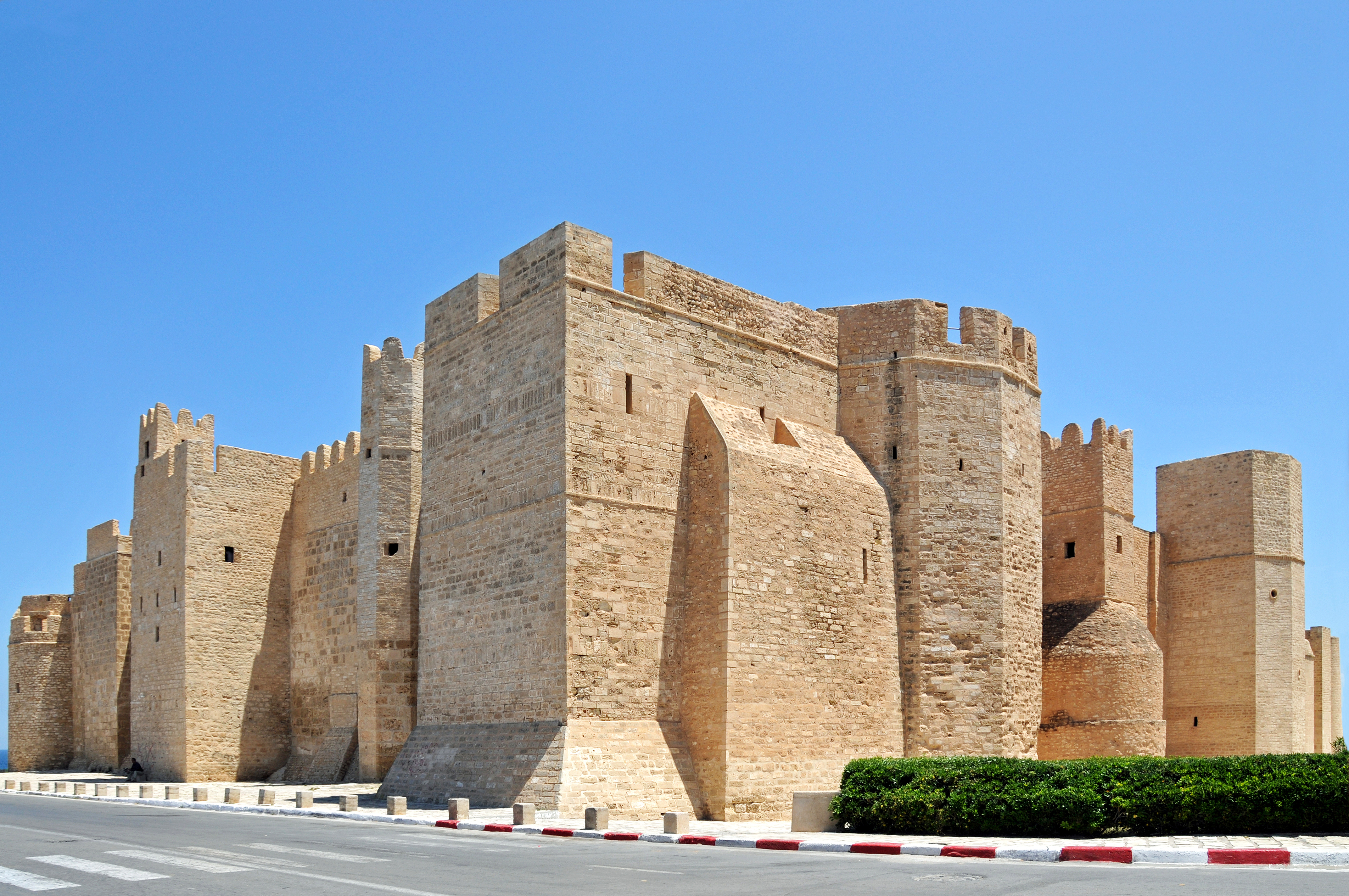
Vista de las murallas y torres exteriores.

De este primitivo ribat quedan el ala sur que incluye el pórtico de entrada, la torre suroeste, la torre vigía coronada por una barandilla almenada y la sala de oración que se sitúa en la planta superior.
Durante el siglo X, la ampliación del edificio se materializa con la adición de un pabellón separado de la fachada original por un patio y encerrando en el piso superior un oratorio con bóveda de cañón que se divide en siete naves perpendiculares al muro de la qibla y dos vanos; sobre pilares cruciformes descansan arcos de medio punto y asas de cesta. 
Durante la era Hafsid, las defensas del monumento fueron reforzadas para hacer frente a las amenazas de invasión, trabajo que continuó bajo el reinado de Hussein II Bey (1824-1835), quien restauró todo el edificio con torres y baluartes añadidos. 

## Museo
El 5 de agosto de 1958 abrió el museo de artes islámicas situado en el primer piso del ala sur. Recibe cerca de 100 000 visitantes al año e incluye cientos de obras de madera tallada de la Gran Mezquita de Cairuán, estelas funerarias de mármol, cerámicas brillantes, hojas del Corán escritas a mano, cristalería y monedas de oro o plata. 

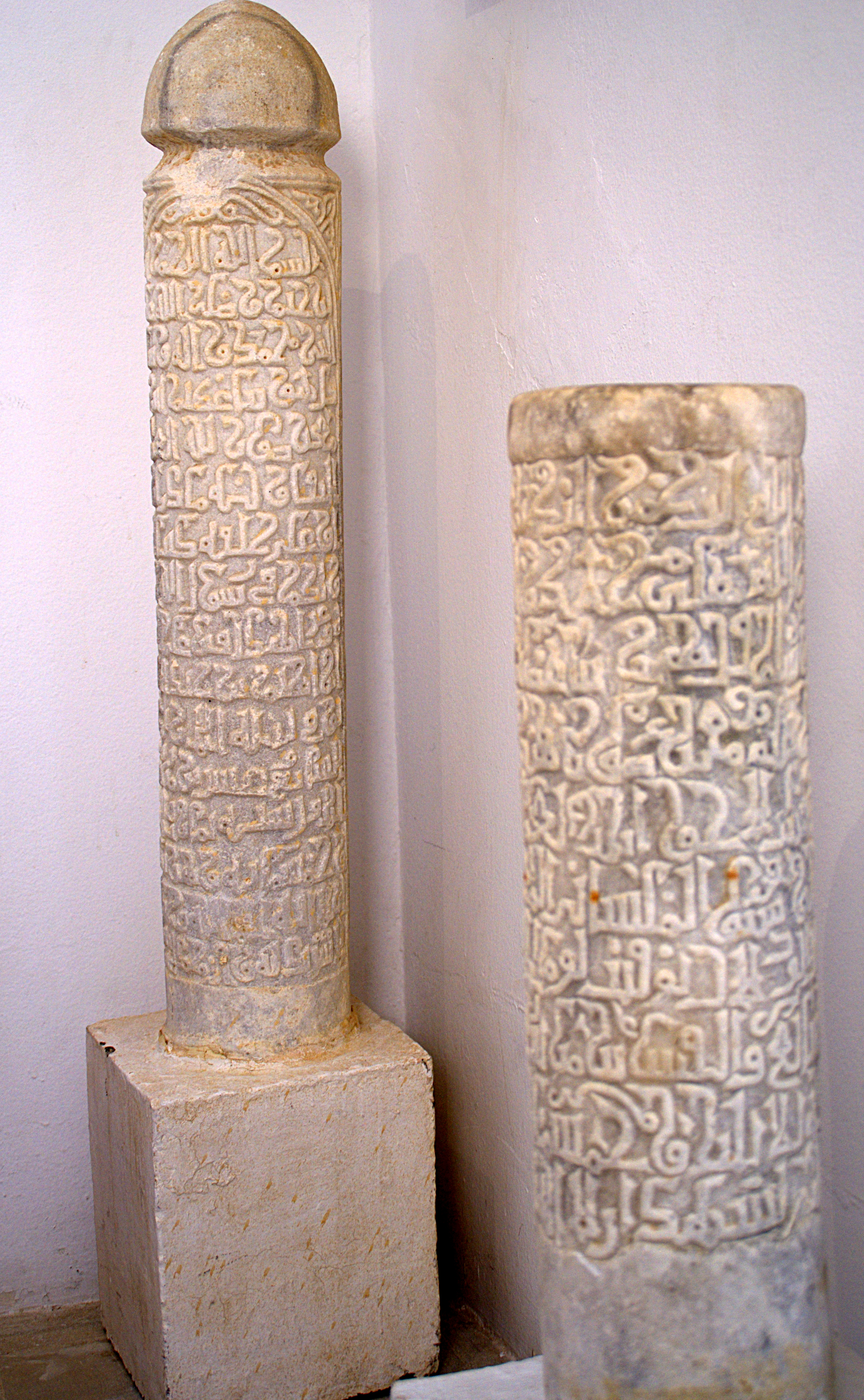
Estelas funerarias epigráficas.
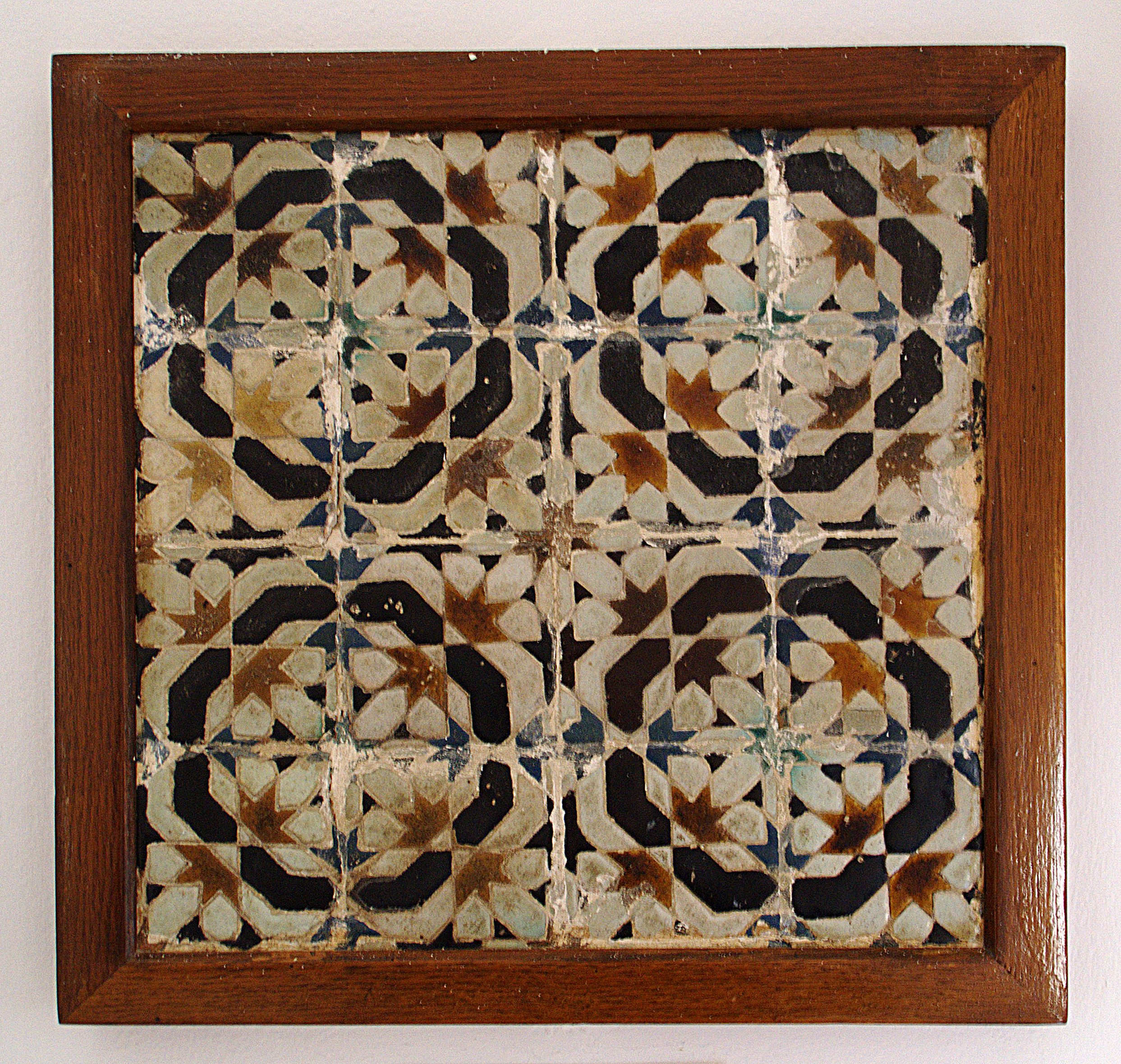
Azulejos de cerámica.
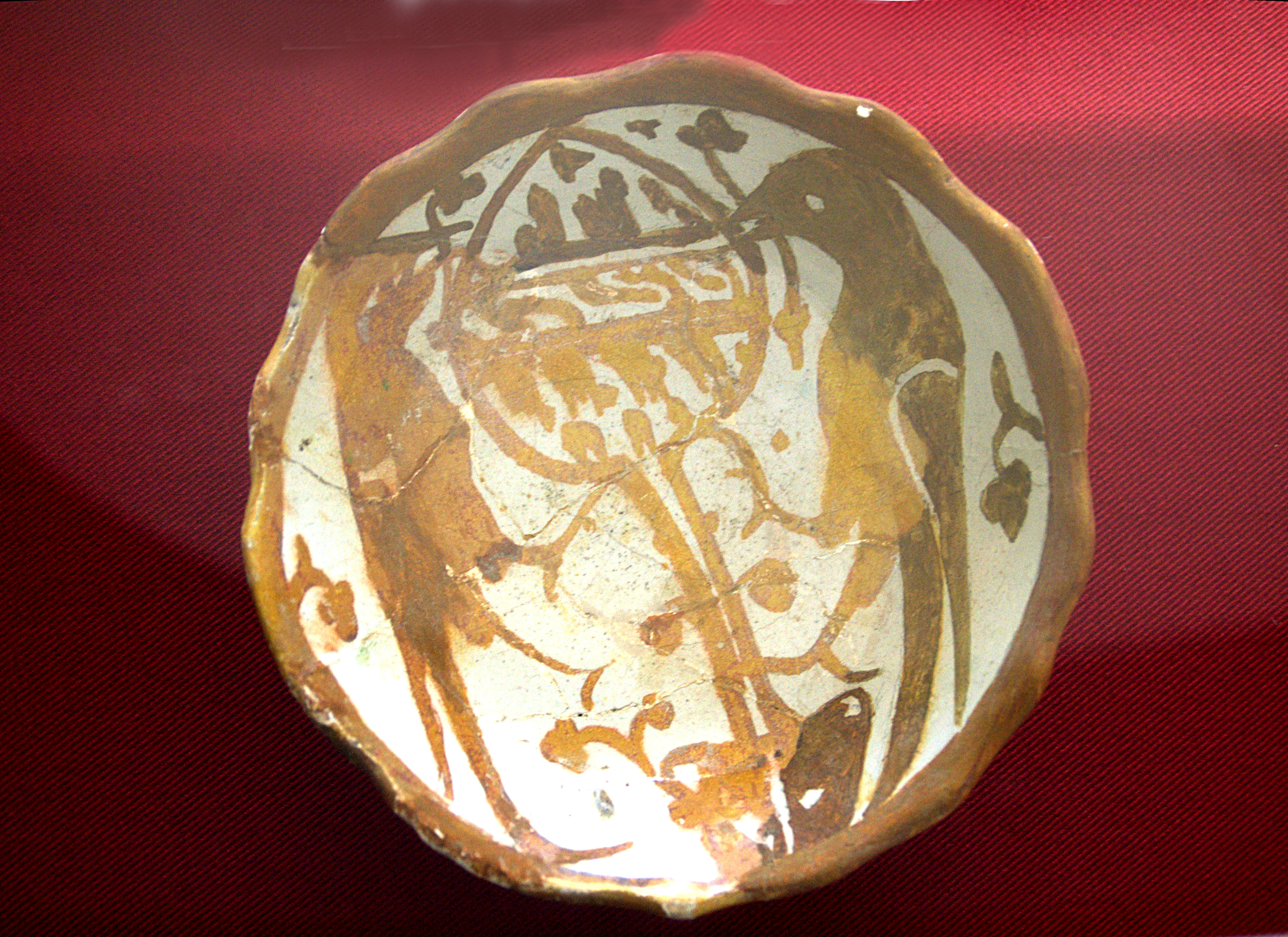
Cerámica decorada con representación de aves.

## Galería

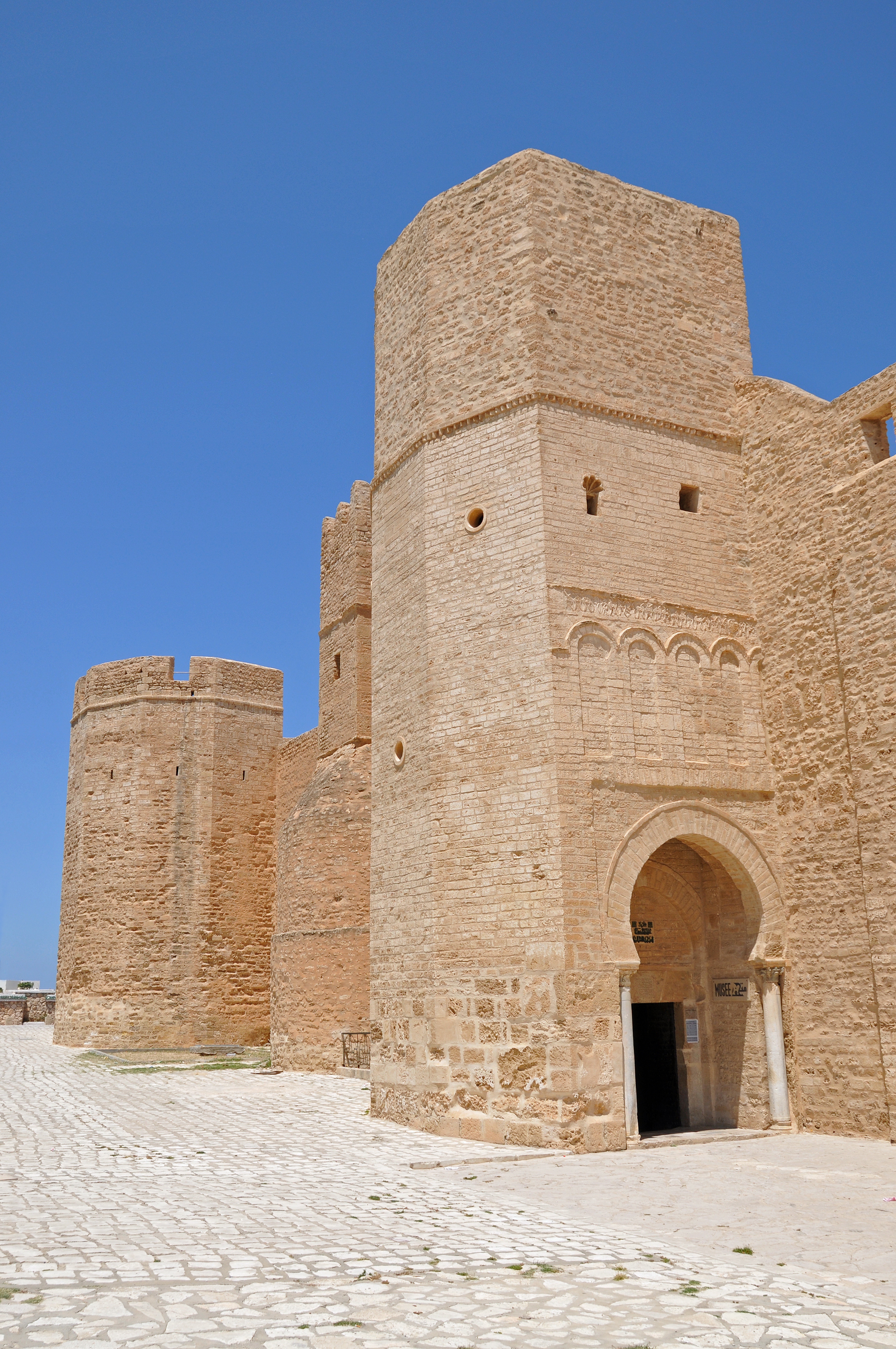
Entrada principal a una de las torres del ribat.
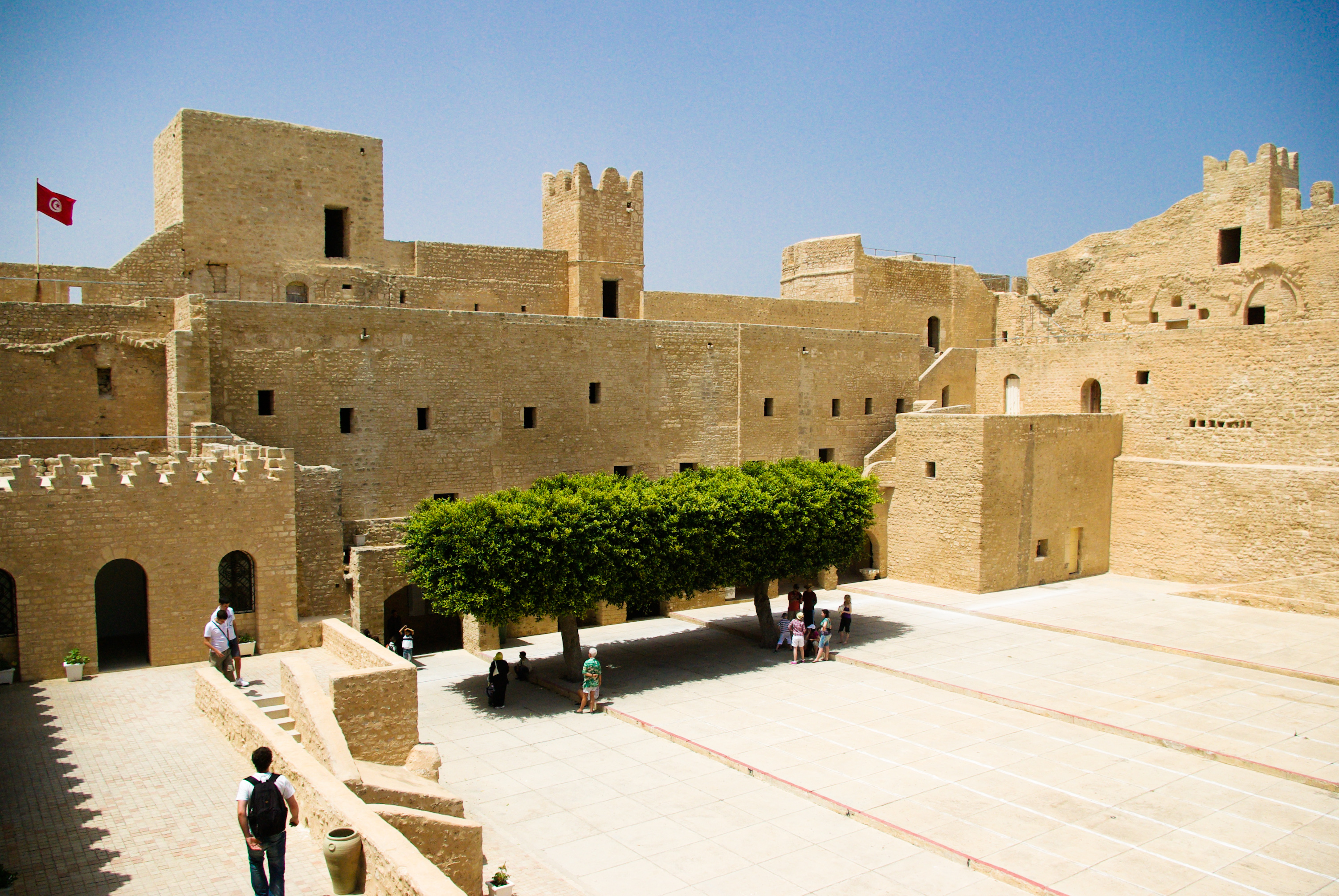
Amplio patio interior.
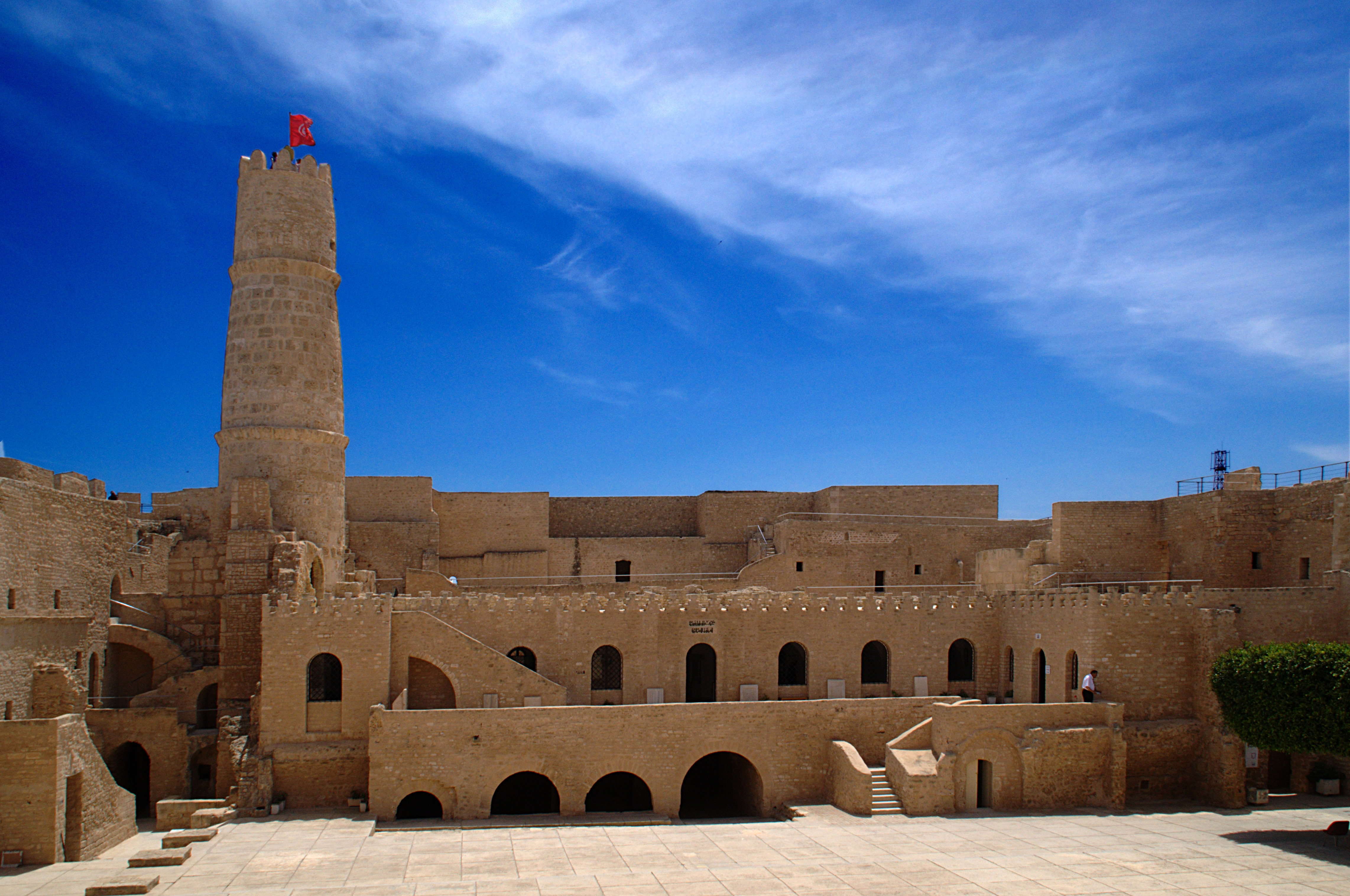
Museo y torre de vigilancia desde el patio.
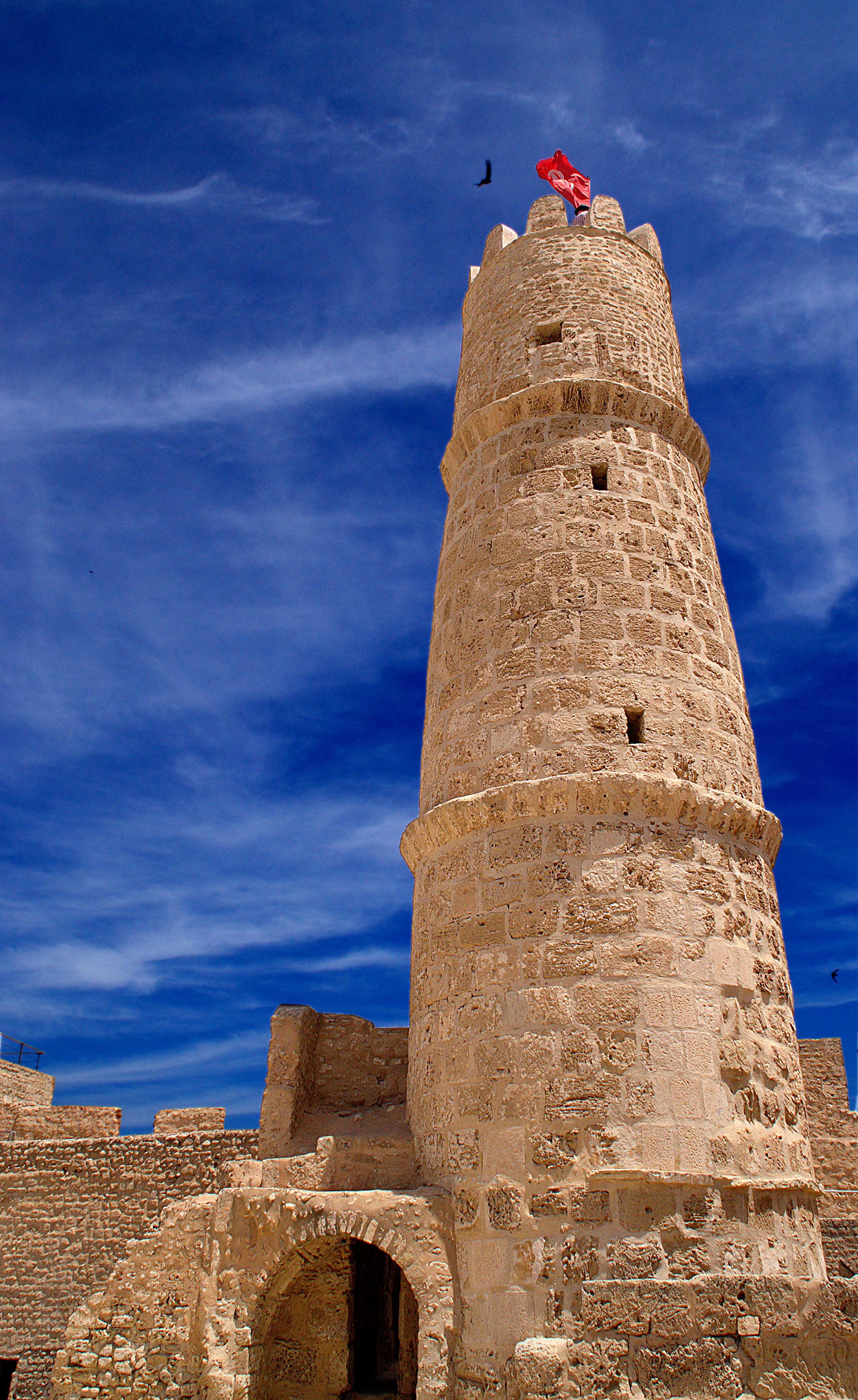
Primer plano de la torre de vigilancia.
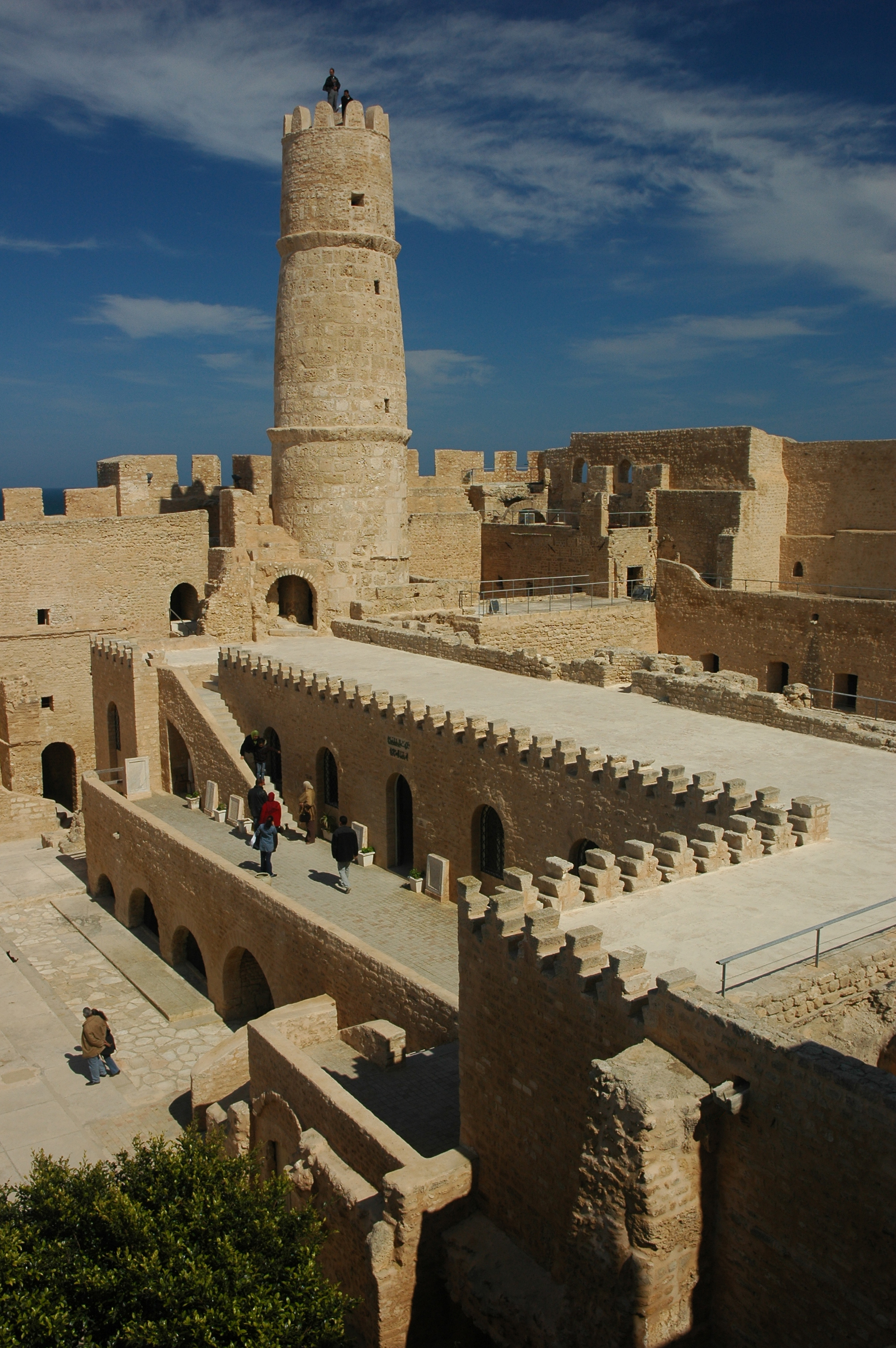
Museo y torre desde el piso superior.
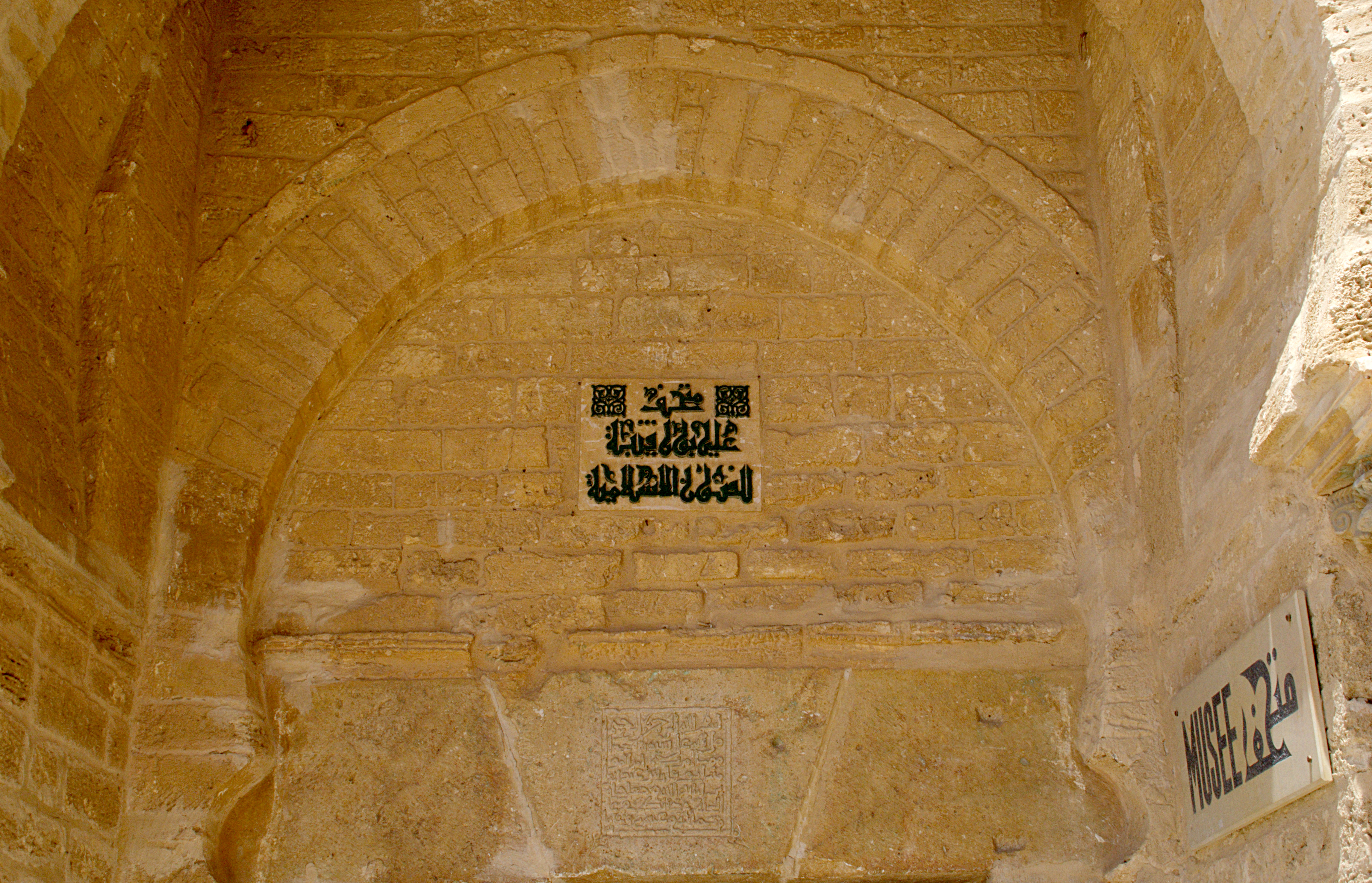
Placa del museo.
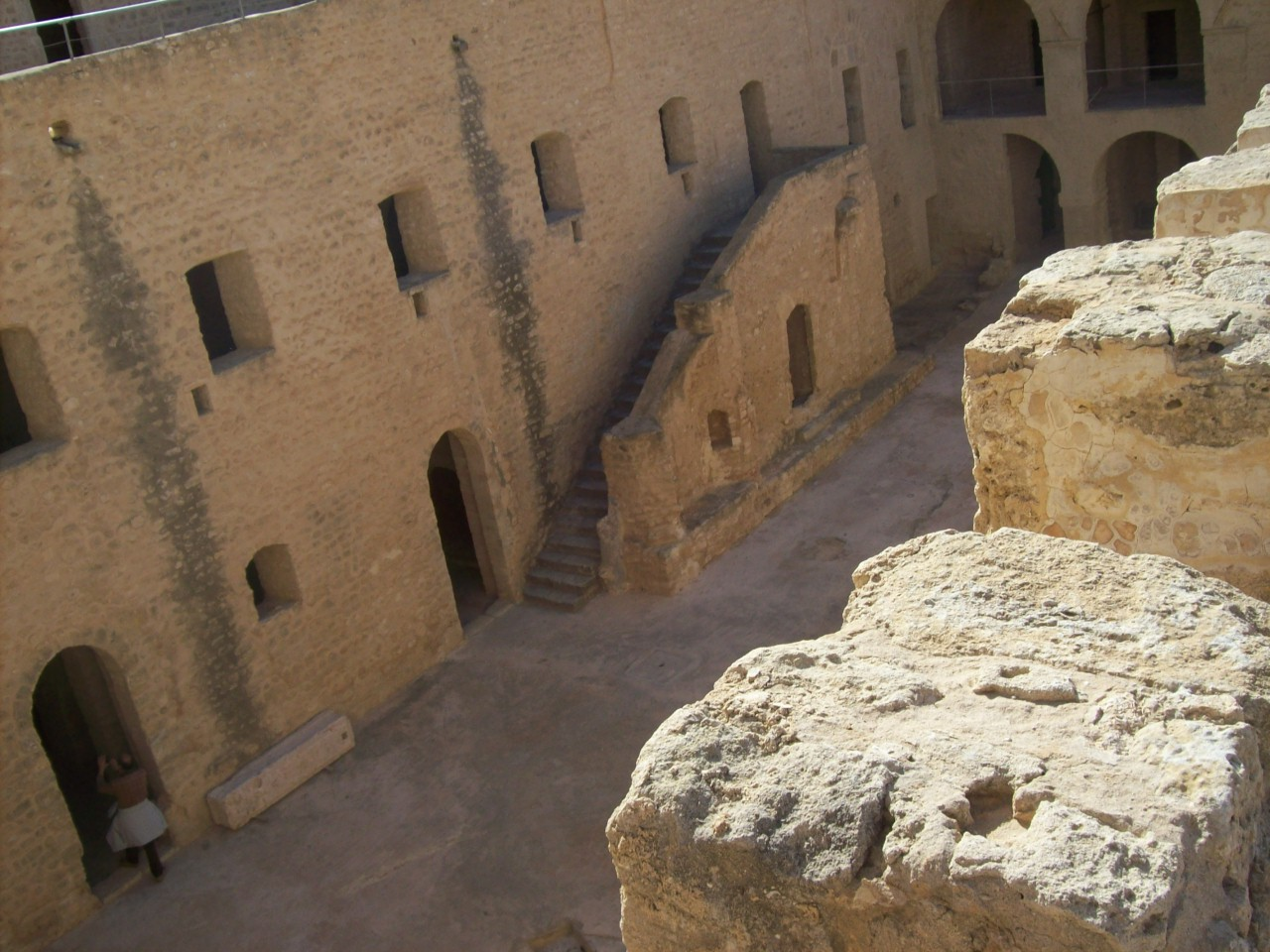
Vista de la sección de mujeres.
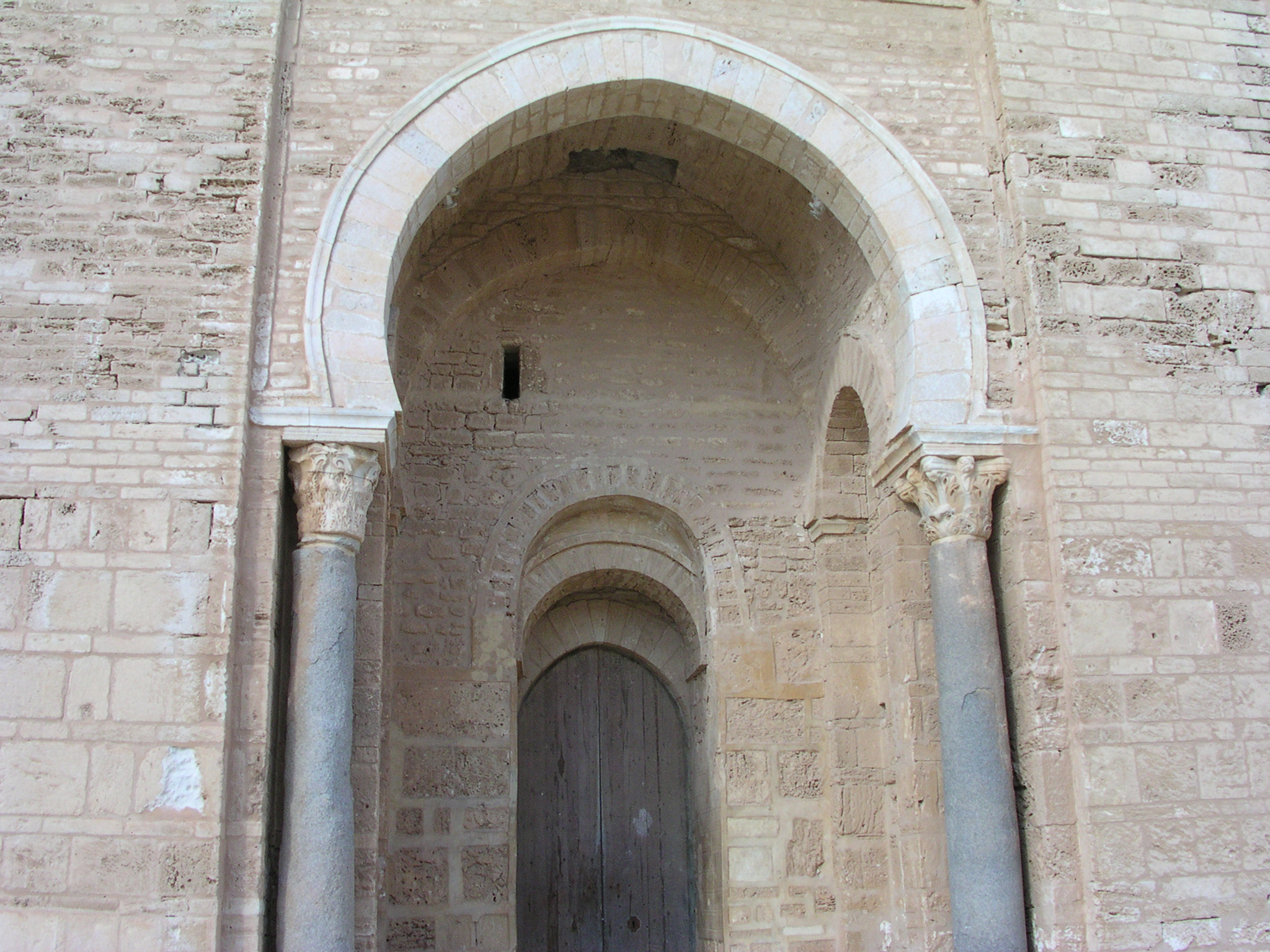
Arco de herradura apoyado sobre columnas en una de las entradas.
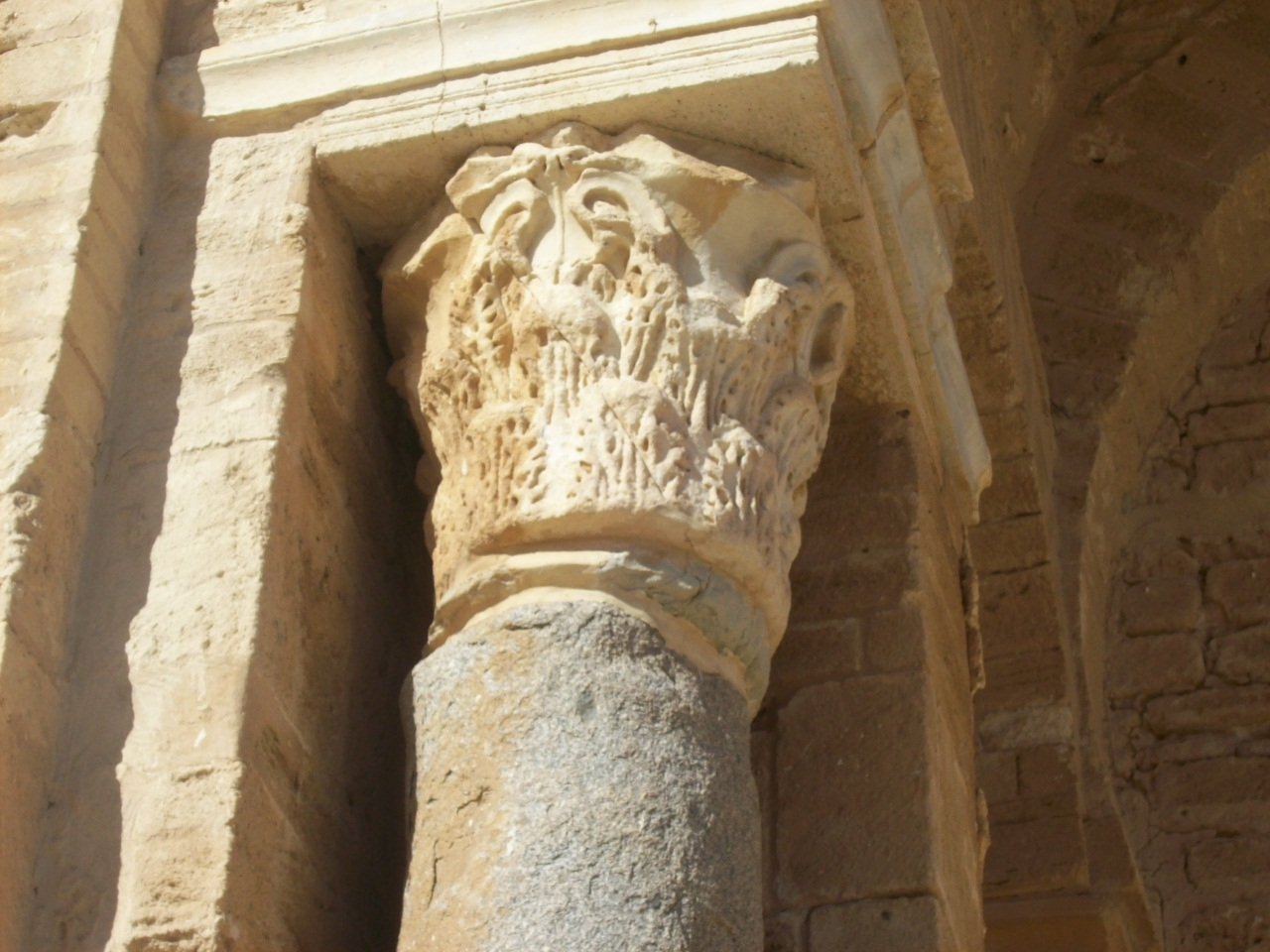
Uno de los dos capiteles reutilizados en el arco de herradura.
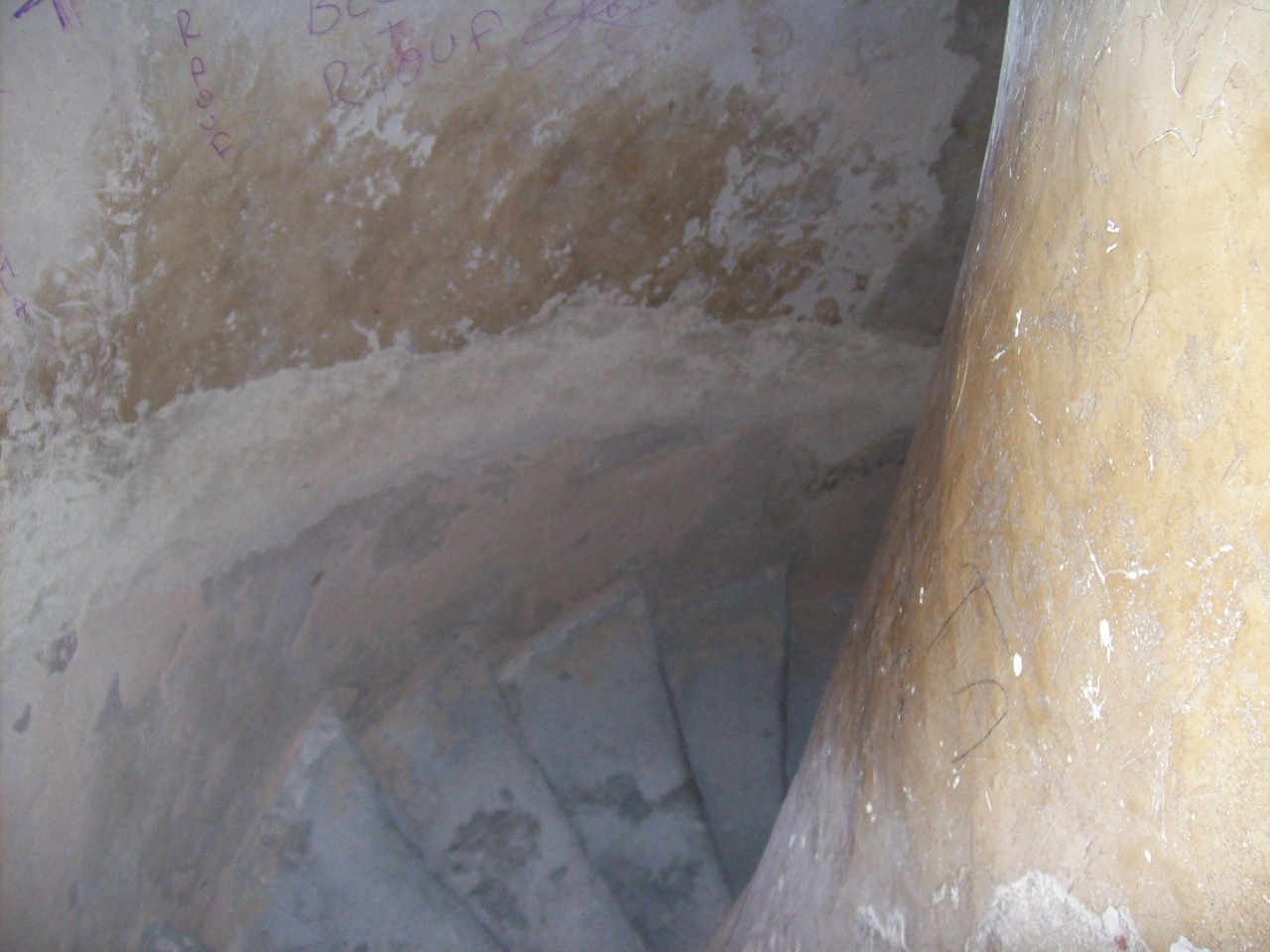
Escalera de caracol de la torre de vigilancia.
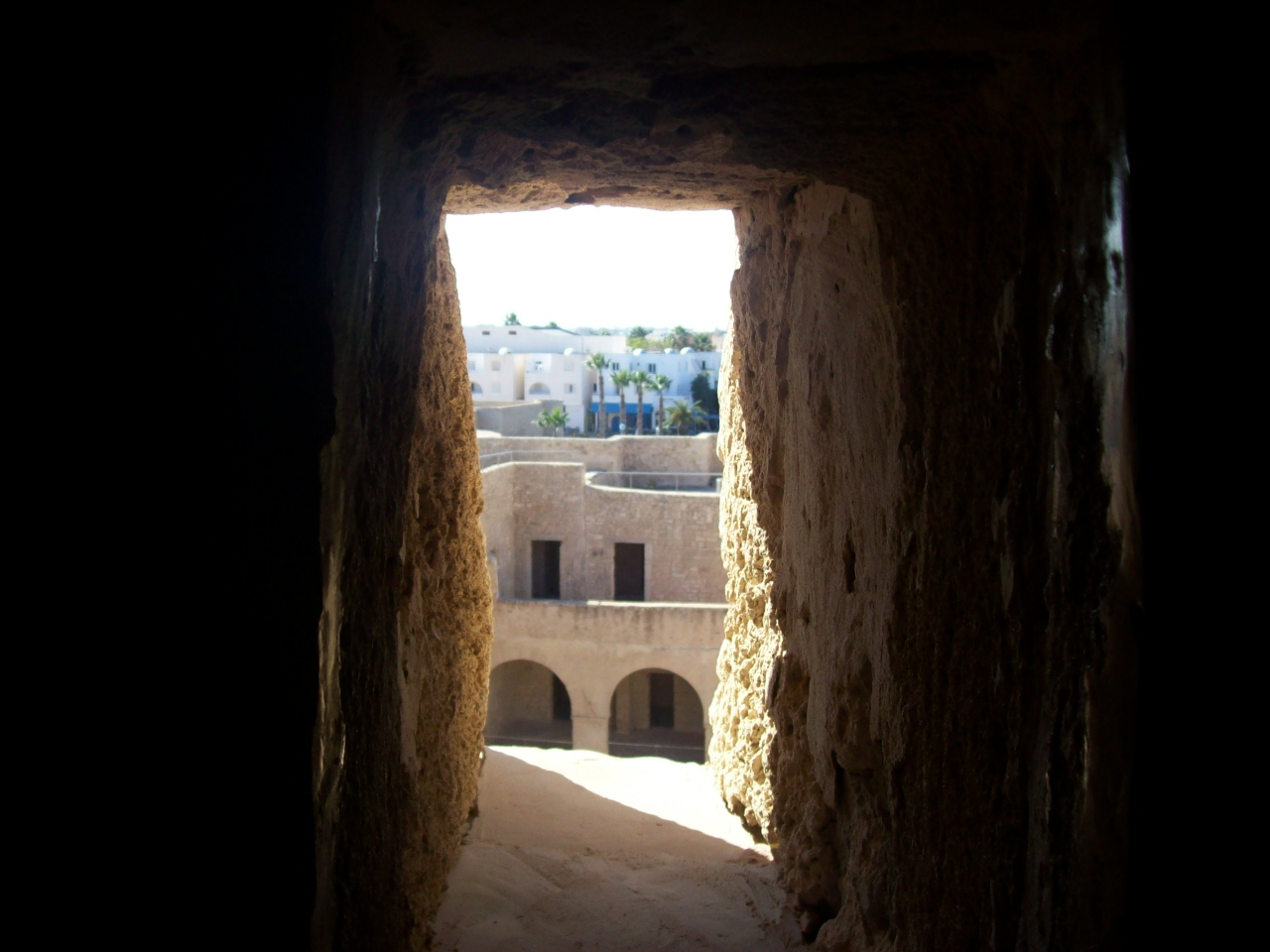
Abertura realizada en la pared de una torre.
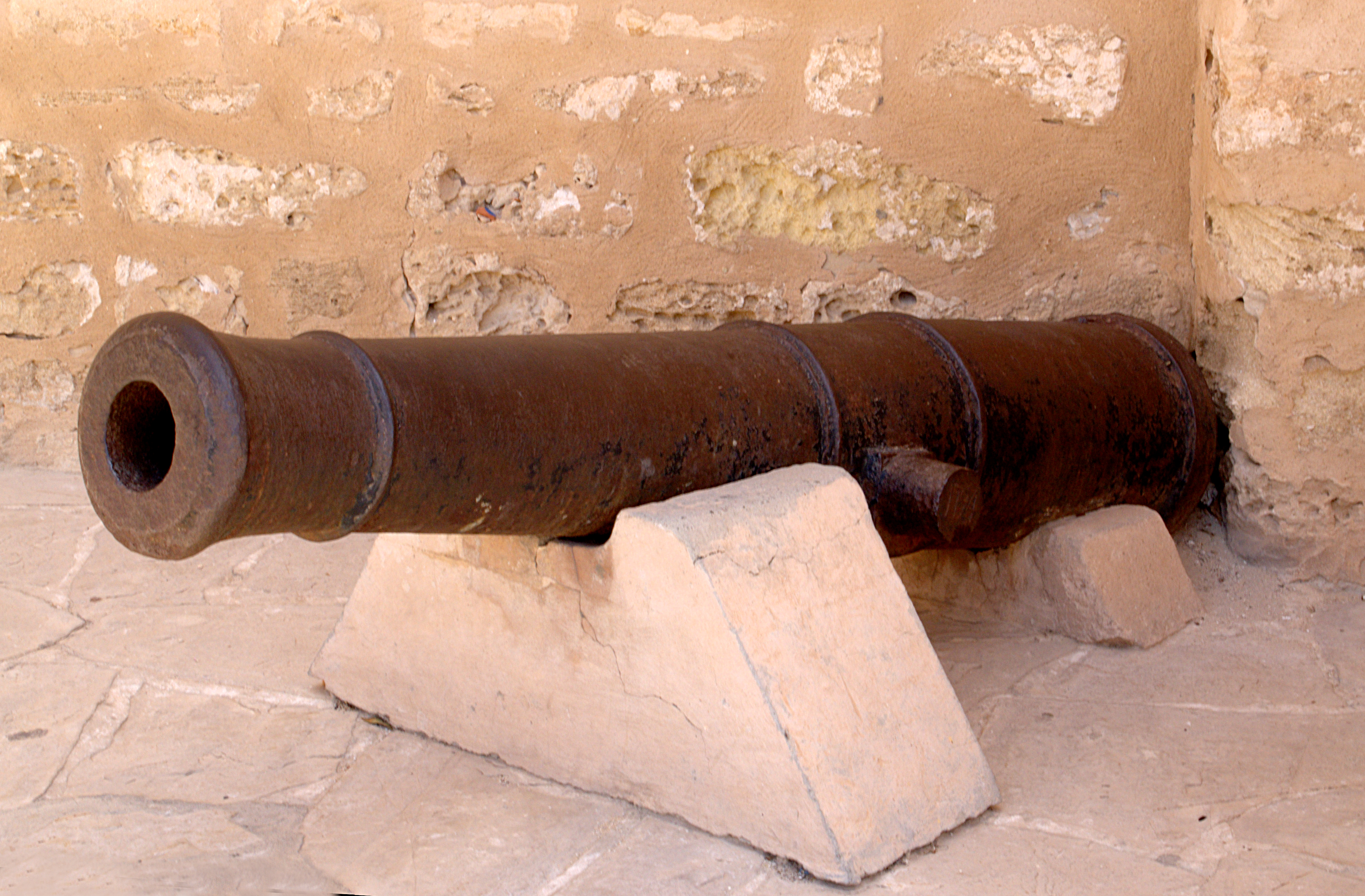
Primer plano de un cañón del ribat.

## Cine
El ribat de Monastir se utilizó para el rodaje de varias películas:
- Jesús de Nazaret (miniserie) de Franco Zeffirelli, estrenada en 1977 ;
- Monty Python : La vida de Brian de Terry Jones, estrenada en 1979 ;
- Un cuarto o dos horas antes de Jesucristo de Jean Yanne, estrenada en 1982 .